# 깽판
깽판은 지속적으로 충동을 일으켜 고의적으로 파괴하는 일을 말한다. 얘를 들자면 공공장소에서 크게 소리를 지르며 물건을 부수는 일을 하는 것 등이 있다.